# Georg Wittig
Georg Friedrich Karl Wittig, född den 16 juni 1897 i Berlin, död den 26 augusti 1987 i Heidelberg, var en tysk kemist.

## Biografi
Wittig var professor i Freiburg, Tübingen och Heidelberg. I sin forskning studerade han bl. a. teoretisk och preparativ metallorganisk kemi, fosfororganisk kemi, stereokemi och koordinationslära.
Mest känd är han kanske för att ha utvecklat en efter honom uppkallad metod att framställa olefiner via fosfororganiska föreningar.
Wittig tilldelades, tillsammans med Herbert C. Brown, 1979 Nobelpriset i kemi.